# Coccophagus argentifascia
Coccophagus argentifascia är en stekelart som beskrevs av Girault 1915. Coccophagus argentifascia ingår i släktet Coccophagus och familjen växtlussteklar. Inga underarter finns listade i Catalogue of Life.